# The Paper Route
The Paper Route – czwarty studyjny album amerykańskiego rapera Macka 10. Gościnnie występują Ice Cube, WC, T-Boz, Xzibit, Skoop Delania, Big Gipp, i wielu innych.

## Lista utworów
1. "Intro: Parody of Frosty the Snowman"
2. "From Tha Streetz"
3. "Nobody" (featuring Ice Cube, WC & Timbaland)
4. "I'm Special (Skit)"
5. "I'm Dope"
6. "Pimp or Die" (featuring Techniec & Too Short)
7. "Tight To Def" (featuring T-Boz)
8. "Pop X" (featuring Xzibit, Techniec, Caviar, Skoop Delania & Pinky)
9. "Keep It Gangsta" (featuring Jazze Pha)
10. "Hustle Game"
11. "Spousal Abuse" (featuring Kokane & Techniec)
12. "For Sale" (featuring Big Gipp, YoungBloodZ & Techniec)
13. "The Weekend" (featuring Ice Cube & Techniec)